# Sejm Śląski II kadencji (1930)
Sejm Śląski II kadencji (1930) – autonomiczny parlament ustawodawczy dla Województwa Śląskiego wybrany na podstawie demokratycznej ordynacji wyborczej do Sejmu Śląskiego w dniu 11 maja 1930 r. Zwołany na mocy zarządzenia Prezydenta Rzeczypospolitej z dnia 20 maja 1930 r. do Katowic na dzień 27 maja 1930 r.
Przebywający w Wilnie prezydent Mościcki 29 czerwca 1930 r. odroczył sesję Sejmu Śląskiego.
Sejm Śląski II kadencji został rozwiązany 26 września 1930 r. zarządzeniem prezydenta.

## Prezydium
- Marszałek
  - Konstanty Wolny (bezp., ChD)
- Wicemarszałkowie
  - Emil Caspari (PPS)
  - Włodzimierz Dąbrowski (NChZP)
  - Eduard Pant (Klub Niemiecki)
  - Franciszek Roguszczak (NPR)